# John Kuhn
John Allen Kuhn (* 9. September 1982 in Dover, Pennsylvania) ist ein ehemaliger US-amerikanischer American-Football-Spieler auf der Position des Fullbacks. Kuhn spielte College Football für die Shippensburg University und kam 2005 als nicht gedrafteter Free Agent zu den Pittsburgh Steelers in die National Football League (NFL). John Kuhn gewann zweimal den Super Bowl. Seinen ersten Sieg holte er im Super Bowl XL als Reservist der Pittsburgh Steelers. Gegen die Steelers konnte er 2010 mit den Green Bay Packers im Super Bowl XLV gewinnen. 2012 war er als Fullback im Kader der National Football Conference (NFC) für den Pro Bowl nominiert. Zuletzt war er bei den New Orleans Saints unter Vertrag.

## Familie und frühe Anfänge
John Kuhn wurde als Sohn von John Kuhn und Patti Duffy geboren. An der Dover Area Highschool in York County, Pennsylvania spielte er neben Football auch Baseball, Basketball und war als Läufer im Leichtathletikteam dabei.

## College
College Football spielte Kuhn für die Red Raiders, das Team der Shippensburg University. John Kuhn hält 27 Schulrekorde und sechs Rekorde der All-Pennsylvania State Athletic Conference (PSAC). Er beendete seine College-Karriere mit 4.685 Yards im Laufspiel, 910 Läufen, 53 Touchdowns, 5.300 Yards und 26 Spielen mit mindestens 100 Yards im Laufspiel.
Seit 2013 gehört Kuhn der Shippensburg University Hall of Fame an.

## NFL
Am 29. April 2005 wurde Kuhn von den Pittsburgh Steelers verpflichtet und war Teil des Teams beim 21:10-Sieg im Super Bowl gegen die Seattle Seahawks. Er kam jedoch in keinem Spiel in der Saison zum Einsatz und war auch im Super Bowl XL inaktiv. In der darauffolgenden Saison konnte er seine ersten Spiele für die Steelers bestreiten.
Am 1. September 2007 wurde Kuhn von den Steelers aus seinem Vertrag entlassen und einen Tag später von den Green Bay Packers verpflichtet. 2008 konnte Kuhn seine ersten beiden NFL-Touchdowns gegen die Seattle Seahawks, sowie die New Orleans Saints erzielen. 2010 konnte er seinen zweiten Super-Bowl-Sieg feiern. Kuhn und die Packers gewannen im Super Bowl XLV gegen die Pittsburgh Steelers. Nach der Saison 2013 war Kuhn Free Agent, wurde aber am 3. April 2014 erneut mit einem Vertrag von den Green Bay Packers ausgestattet.
Am 5. August 2016 verpflichteten ihn die New Orleans Saints, nachdem sich deren angestammter Fullback Austin Johnson eine schwere Knieverletzung zugezogen hatte. 2016 hatte Kuhn mit insgesamt 5 Touchdowns eine sehr erfolgreiche Saison. 2017 konnte er wegen einer Armverletzung allerdings nur zwei Spiele bestreiten, bevor er auf die Injured Reserve List gesetzt wurde. Nach dieser Spielzeit wurde sein Vertrag nicht mehr verlängert.
Am 6. März 2019 gab er seinen Rücktritt vom Profisport bekannt.

## Persönliches
John Kuhn ist mit Lindsey Incorvati verheiratet, die beiden lernten sich an der Shippensburg University kennen.